# Afrykanka zielonorzytna
Afrykanka zielonorzytna (Poicephalus robustus) – gatunek średniej wielkości ptaka z rodziny papugowatych (Psittacidae). Występuje w Południowej Afryce, głównie w lasach. Jest narażony na wyginięcie.

## Systematyka
Gatunek ten po raz pierwszy zgodnie z zasadami nazewnictwa binominalnego opisał w 1788 roku niemiecki przyrodnik Johann Friedrich Gmelin w 13. edycji linneuszowskiego Systema Naturae. Autor nadał gatunkowi nazwę Psittacus robustus. Nie wskazał miejsca typowego, ale przyjmuje się, że była to Południowa Afryka. Gmelin opisał gatunek w oparciu o wcześniejszy (1781) opis Johna Lathama, który nazwał tego ptaka zwyczajową angielską nazwą Robust Parrot.
Obecnie afrykanka zielonorzytna zaliczana jest do rodzaju Poicephalus. Jest to gatunek monotypowy. Dawniej włączano do niego także dwa podgatunki wydzielane obecnie do osobnego gatunku Poicephalus fuscicollis (afrykanka brązowogłowa) – takie ujęcie systematyczne przyjęli m.in. autorzy Handbook of the Birds of the World.

## Zasięg występowania
Afrykanka zielonorzytna występuje we wschodniej części Południowej Afryki (RPA), w prowincji KwaZulu-Natal i Prowincji Przylądkowej Wschodniej; niewielka izolowana populacja zamieszkuje prowincję Limpopo w północno-wschodniej części kraju.

## Charakterystyka

### Morfologia
Jej długość ciała wynosi 30–36 cm, a masa 295–401 g. Samice są podobne do samców, ale zazwyczaj mają czerwono ubarwione czoło.

### Dieta
Żywi się głównie pestkami z owoców różnych gatunków drzew. Są w stanie rozłupać twarde pestki dzięki silnemu dziobowi. 

### Rozmnażanie
Zakładają gniazda na wysokich drzewach. Osiąga dojrzałość płciową w wieku 4–5 lat. Może rozmnażać się co 2 lata. Sezon lęgowy trwa przez cały rok, ale szczyt osiąga od sierpnia do lutego. Zwykle składane są 4 jaja, jednak wykluwają się najczęściej 1 lub 2 młode. Inkubacja jaj trwa około 1 miesiąca. Po około 2 miesiącach pisklęta stają się opierzone.

### Styl życia
W niewoli mogą dożyć nawet 30 lat. Latają zwykle w grupach liczących do 10 osobników. 

## Status i ochrona
Międzynarodowa Unia Ochrony Przyrody (IUCN) klasyfikuje afrykankę zielonorzytną jako gatunek narażony na wyginięcie (VU – Vulnerable). Liczebność populacji szacuje się na około 730–1200 dorosłych osobników, a jej trend oceniany jest jako stabilny. Gatunek ten jest ujęty w II załączniku konwencji waszyngtońskiej (CITES). 